# Mafia (jogo de salão)

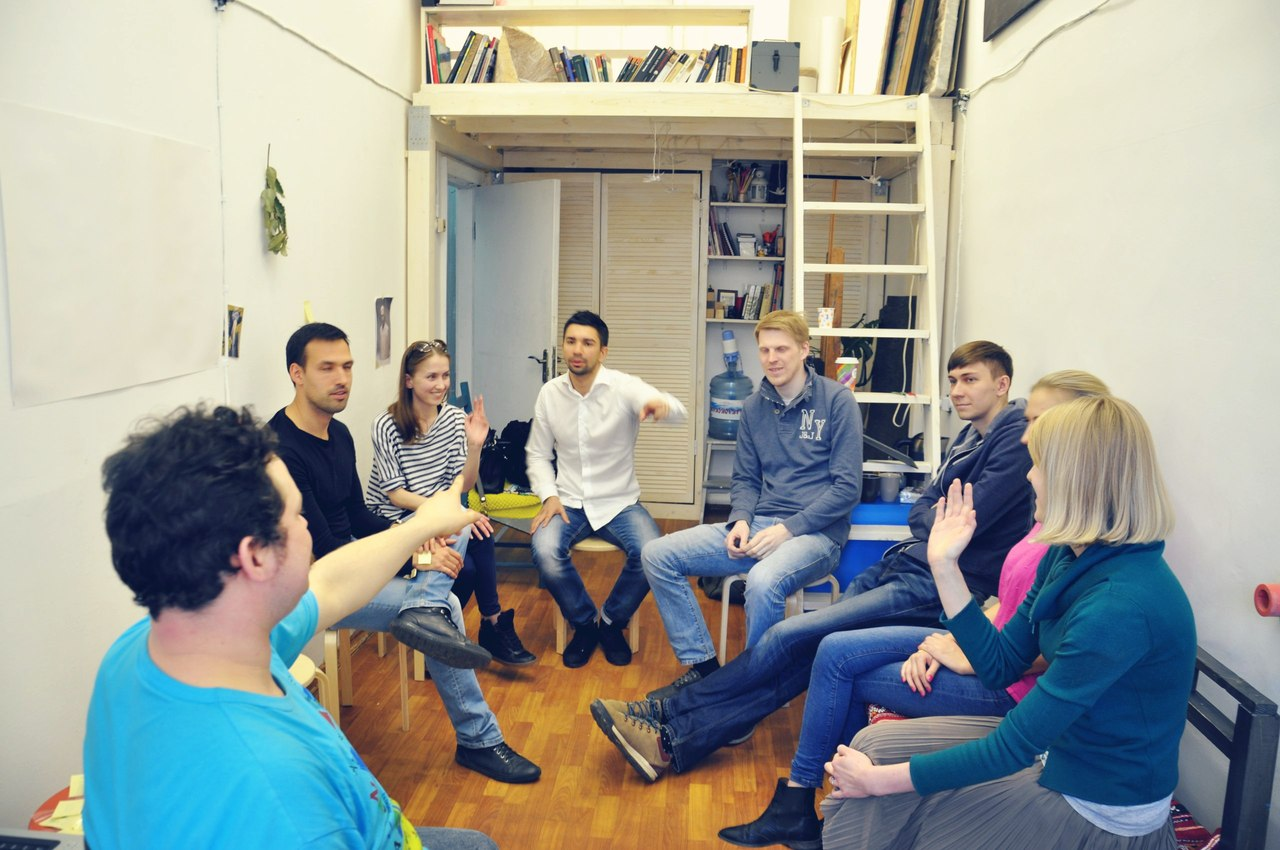
Um grupo de amigos a jogar Máfia.

Máfia, (também conhecido como Assassino ou Cidade Dorme no Brasil) é um jogo que recria uma batalha entre uma minoria informada e uma maioria desinformada. Os jogadores têm papéis alocados secretamente: ou são "mafiosos" (ou assassinos), conhecendo-se entre eles, ou "cidadãos", que só conhecem o número de mafiosos em seu contra. Durante a fase nocturna do jogo, a Máfia elege um inocente para matá-lo. Durante a fase diurna, todos os jogadores debatem a identidade dos mafiosos e votam para matar ao maior suspeito. Normalmente costumam jogar mais de cinco pessoas, devendo começar sempre mais inocentes que mafiosos.

## História
Máfia foi criado na primavera de 1986 por Dimitry Davidoff no Departamento de Psicologia da Universidade Estatal de Moscovo.

## A versão de cartas
Máfia guarda similitudes com o popular jogo de cartas (de Baralho espanhol) o Ladrão e Polícia. Neste jogo, há 6 tipos de jogadores, mas só 4 intervêm com acções no jogo.

### Personagens
- Os inocentes (povos, pueblerinos ou pessoas) são quem não intervêm com sua ação no jog. (Representam as cartas número 2,3,4,5,6,7 de qualquer naipe)
- O polícia é quem tem a tarefa de tratar de averiguar quem é o ladrão para apanhá-lo. (Representa-o a carta "Ás" de paus e/ou espadas)
- A máfia são os que têm que "assassinar" para ganhar. (Representam-nos os números 8,9,10,11 de qualquer naipe)
- "O psicopata", joga do lado dos ladrões, que quando o Deus pergunta por ele não é um ladrão, mas tem a capacidade de matar a uma pessoa por rodada.
- O narrador (ou deus) é quem relata o partido. (Este jogador não é representado por cartas, só se decide quem será no início do jogo)
- O médico é quem trata de salvar vidas e representa-o o "Ás" de ouros ou copas.
- Os noivos, o narrador ou Deus chama-os uma vez ao começo do jogo nocturno, são cidadãos normais mas amam-se tanto que se morre um morre o outro, representados pelo 9 ou 8 de ouros e copas
- A prostituta selecciona a uma pessoa para deitar-se com esta. Se selecciona ao polícia o Deus mente-lhe; se selecciona o médico, anulam-se-lhe os poderes; se selecciona aos cidadãos não passa nada; e se fica uma sozinha com a máfia e esta o selecciona, este não mata.
- O vigilante é um polícia melhorado que selecciona a uma pessoa pela noite para matar, seu objectivo é matar os mafiosos.
- O Jardineiro, quando o deus o nomeia, assinala quem é a máfia e à hora dos votos deve convencer quem é a máfia sem revelar sua identidade.

### O jogo
Primeiro, decide-se uma pessoa que será "o narrador", a qual depois de ser selecto, repartirá as cartas (as misturando) que decidirão que classe de jogador são os participantes(uma pela cada participante), a cada jogador deve olhar que carta é, para saber que papel jogará, mas não deve revelar a carta que possui aos demais. Depois, quem faz do narrador anunciará "Faz-se de noite no povo". Depois disto, todos fecham seus olhos menos o narrador. E depois o jogo divide-se em etapas:
- 1.ª: o narrador anuncia "Abrem os olhos a máfia" (ou os assassinos). Depois disto, os que lhes tocaram cartas de mafiosos ao repartir(8,9,10,11)deverão -mediante senhas- pensar a quem querem matar; Por exemplo: um mafioso assinala a um jogador, mas outro lhe nega com a cabeça e assinala a outro, depois de se pôr de acordo todos, elegem a algum todos e o narrador perguntará: "Estão seguros?". Dirão que sim com a cabeça ou que não depende sua decisão. Depois disto, o narrador anuncia: Os mafiosos fecham seus olhos" e termina esta etapa.
- 2.ª: o narrador anuncia "Abre os olhos o polícia" (ou os). Do mesmo modo, o polícia deverá assinalar a alguém e o narrador perguntará: "Esta seguro?". E dirá que sim ou que não dependendo sua eleição; a qual determinará quem pensa o que é um ladrão por algum motivo ou a esmo. Depois de eleger a alguém, o narrador perguntará se está seguro de sua eleição. E depois da eleição do polícia, o narrador confirmará ou negará (fazendo gestos com a cabeça) se é um assassino.
- 3.ª: o narrador anuncia "Abre os olhos o médico". E igual que os 2 casos anteriores, o médico deverá assinalar a alguém que pensa que os assassinos matariam por algum motivo, ou a esmo. Depois da pergunta de confirmação "Está seguro?". o narrador anuncia: "Fecha os olhos o médico". E conclui a etapa.

Depois destas etapas, o narrador fará um breve relato no qual contará os factos sucedidos sem mencionar nomes; pode-se fazer humorístico, por exemplo: "No povo de Villa Verde, um assassino entrou às 12:00 e encheu a boca de plátanos a um cidadão até matá-lo". Depois disto, sucederão certos eventos segundo o desvincule, por exemplo:
- Se o assassino matou a alguém e o médico assinalou alguém equivocado, pelo que não a salvou. o narrador anunciará o nome da vítima e pedir-lhe-á sua carta. A qual guardará.
- Se o assassino tratou de matar a alguém mas o médico o salvou, o narrador anunciará que o médico salvou à vítima sem dar nomes nem da vítima nem do médico nem de ninguém.
- Se aos 2 casos anteriores o polícia assinalou a alguém e o narrador confirmou que era um mafioso, o narrador anuncia além da tentativa do assassinato que se descobriu a um assassino ou que não(sem dar o nome do polícia nem do mafioso descoberto ou não descoberto segundo o caso)

- 4.ª: Depois disto se abre uma nova etapa; "O Debate"; nesta etapa os jogadores debaterão e exporão suas suspeitas sobre outros jogadores todos juntos, o assassino pode fingir que não o é, acusando a outro. Nesta etapa, quem é polícia poderia dizer "Eu sou o polícia, e descobri a -Jogador-" Dizendo abertamente quem é e sem mostrar sua carta, deste modo, quem não seja polícia pode se fazer passar por polícia para conseguir matar ao que quer como outra estratégia.
- 5.ª: Depois de "O Debate", o narrador fará uma votação sobre a quem pensa que é o assassino, e portanto, irá à horca, e quem obtenha mais votos, morrerá, pelo qual morrerá sem se saber que classe de jogador era, mas entregando sua carta ao narrador(sem que ninguém a veja).

Depois disto; o processo volta a começar como ao princípio, o jogo termina quando se morre o policia.

## Esclarecimentos especiais
- O médico em sua etapa (a 3.ª) pode salvar-se a vida a si mesmo, por se o assassino ou os assassinos o elegeram a ele.
- O número de jogadores pode variar mas há que procurar equilibrar o número de jogadores da cada classe evitando as vantagem de um bando sobre outro. Recomenda-se que o número de máfias ou ladrões, não supere o 1/3 de jogadores (descontando ao narrador, bruxa ou juiz).
- Depois de iniciar uma nova rodada, Deus fará o processo de novo, começando com "Faz-se de noite...". Mas os jogadores que têm morrido numa rodada ou rodadas anteriores verão todo o processo mas Deus se assegurasse de que não faça armadilha depende o caso (por exemplo, se é um povo, se assegurasse de que não lhe diga a outro quem é assassino).
- Igual que o caso anterior, Deus deve cerciorarse de que na cada fase onde toque fechar os olhos não se espíe, se não o jogo careceria de graça.

## Variações
Também existe uma versão de Máfia com muitos mais papéis (personagens), que se costuma jogar ao vivo; de todos modos, há comunidades que se encarregam de levar a cabo dito jogo via foro.

## Regras básicas
Os jogadores devem-se pôr cómodos de tal maneira que todos vejam ao resto de jogadores.

### Papéis
- Máfia
- Inocente (também chamados Cidadãos ou Civis ou Povo)
- Polícia (ou Comissário)
- Médico
- Independente (ou Psicópata)

#### Outros
- Deus (ou Jogador Supremo, Narrador)
- Juiz
- Sargento
- Maníaco
- Padrino
- Filho do Padrino
- Bruxa
- Bomba
- Vigilante
- Verdulero
- Carnicero (ou Psicópata)
- Traviata (ou Prostituta)
- Noivos